# Miss Austria
Miss Austria es un concurso de belleza nacional en Austria.

## Historia
En 2018, la organización soltó las franquicias de Miss Universo y Miss Tierra.
En 2019, se informó que el concurso fue renombrado como «Mission Austria» y a partir de ese año la ganadora recibe el título de «Embajadora de MISSion Austria», (en alemán: Botschafterin MISSion Austria). También se informó que la organización soltó la franquicia del concurso Miss Mundo.

## Ganadoras
| Año  | Nombre                   | Estado  |
| ---- | ------------------------ | ------- |
| 1929 | Lisl Goldarbeiter        | Viena   |
| 1930 | Ingeborg von Grienberger | Estiria |
| 1931 | Hertha van Haentjens     | Viena   |

### 1948-presente
| Año       | Miss Austria                         | Estado       | Nota             |
| --------- | ------------------------------------ | ------------ | ---------------- |
| 1948      | Ingrid Jonaszin                      | Viena        |                  |
| 1949      | Nadja Tiller                         | Viena        |                  |
| 1950      | Hanni Schall                         | Viena        | Miss Europa 1950 |
| 1951      | Nadja Tiller                         | Viena        |                  |
| 1952      | Inge Fröwis                          | Vorarlberg   |                  |
| 1953      | Inge Fröwis                          | Vorarlberg   |                  |
| 1955      | Felicitas von Goebel                 | Viena        |                  |
| 1956      | Traudl Eichinger                     | Burgenland   |                  |
| 1957      | Hannerl Melcher                      | Viena        |                  |
| 1958      | Hanni Ehrenstrasser                  | Viena        | Miss Europa 1958 |
| 1959      | Christl Spazier                      | Viena        | Miss Europa 1959 |
| 1960      | Luise Kammermeier                    | Burgenland   |                  |
| 1961      | Heidi Fischer                        | Viena        |                  |
| 1962      | Dorli Lazek                          | Viena        |                  |
| 1963      | Erika Kammbach                       | Burgenland   |                  |
| 1964      | Evi Rieck                            | Baja Austria |                  |
| 1965      | Carin Schmidt                        | Salzburgo    |                  |
| 1966      | Brigitte Krüger                      | Salzburgo    |                  |
| 1967      | Christl Bartu                        | Vorarlberg   |                  |
| 1968      | Eva Rueber-Staier                    | Estiria      | Miss Mundo 1969  |
| 1969      | Evi Kurtz                            | Estiria      |                  |
| 1970      | Sonja Milnaric                       | Tirol        |                  |
| 1971      | Roswita Winkler                      | Baja Austria |                  |
| 1972      | Ursula Bacher                        | Carintia     |                  |
| 1973      | Roswitha Kobald                      | Estiria      |                  |
| 1974      | Evelyn Engleder                      | Alta Austria |                  |
| 1975      | Rosemarie Holzschuh                  | Baja Austria |                  |
| 1976      | Heidi Passian                        | Baja Austria |                  |
| 1977      | Eva Düringer                         | Vorarlberg   | Miss Europa 1978 |
| 1978      | Doris Anwander                       | Vorarlberg   |                  |
| 1979      | Karin Zorn                           | Estiria      | Miss Europa 1980 |
| 1980      | Helga Scheidl                        | Baja Austria |                  |
| 1981      | Edda Schnell                         | Baja Austria |                  |
| 1982      | Elisabeth Kawan                      | Estiria      |                  |
| 1983      | Mercedes Stermitz                    | Estiria      |                  |
| 1984      | Michaela Nußbaumer                   | Vorarlberg   |                  |
| 1985      | Elfride Heindl                       | Estiria      |                  |
| 1986      | Ulli Harb                            | Estiria      |                  |
| 1987      | Marielle Moosmann                    | Vorarlberg   |                  |
| 1988      | Sabine Grundner                      | Carintia     |                  |
| 1989      | Nicole Natter                        | Vorarlberg   |                  |
| 1990      | Susanne Hausleitner                  | Estiria      |                  |
| 1991      | Christine Heiss                      | Vorarlberg   |                  |
| 1992      | Tamara Mock                          | Vorarlberg   |                  |
| 1993      | Jutta Mirnig                         | Carintia     |                  |
| 1994      | Eva Medosch                          | Viena        |                  |
| 1995      | Dagmar Perl                          | Estiria      |                  |
| 1996      | Sonja Horner                         | Alta Austria |                  |
| 1997      | Susanne Nagele                       | Tirol        |                  |
| 1998      | Sabine Lindorfer                     | Alta Austria |                  |
| 1999      | Sandra Köbl                          | Vorarlberg   |                  |
| 2000      | Patricia Kaiser                      | Alta Austria |                  |
| 2001      | Daniela Rockenschaub                 | Alta Austria |                  |
| 2002      | Céline Roscheck                      | Baja Austria |                  |
| 2003      | Tanja Duhović                        | Viena        |                  |
| 2004      | Silvia Hackl                         | Alta Austria |                  |
| 2005      | Isabella Stangl                      | Salzburgo    |                  |
| 2006      | Tatjana Batinić                      | Viena        |                  |
| 2007      | Christine Reiler                     | Baja Austria |                  |
| 2008      | Marina Schneider                     | Tirol        |                  |
| 2009      | Anna Hammel                          | Alta Austria |                  |
| 2010      | Valentina Schlager                   | Carintia     |                  |
| 2011      | Carmen Stamboli                      | Viena        |                  |
| 2012      | Amina Dagi                           | Vorarlberg   |                  |
| 2013      | Ena Kadic †                          | Tirol        |                  |
| 2014      | Julia Furdea                         | Alta Austria |                  |
| 2015      | Annika Grill                         | Alta Austria |                  |
| 2016      | Dragana Stankovic                    | Baja Austria |                  |
| 2017      | Celine Schrenk                       | Baja Austria |                  |
| 2018      | Jennifer Daniela Zivkov (destituida) | Alta Austria |                  |
| 2018      | Izabela Ion (asumió)                 | Viena        |                  |
| 2019      | Larissa Robitschko                   | Estiria      |                  |
| 2021-2022 | Linda Lawal                          | Alta Austria |                  |
| 2023      | Valentina Bleckenwegner              | Alta Austria |                  |

## Representación internacional

### Miss Universo Austria
: Declarada como ganadora
     : Terminó como finalista
     : Terminó como una de las semifinalistas o cuartofinalistas
     : Terminó como ganadora de premios especiales
La Miss Austria competía en el concurso Miss Universo. Entre 2005 y 2012, Austria no participó en el certamen de Miss Universo por falta de patrocinio. En 2013, la Organización Miss Austria recuperó la licencia para competir en el concurso Miss Universo. En 2018, la organización renunció a la franquicia local de Miss Universo.
| Año                           | Provincia    | Miss Universo Austria  | Posición en Miss Universo | Premios especiales | Notas |
| ----------------------------- | ------------ | ---------------------- | ------------------------- | ------------------ | --- |
| No compite desde 2018         |              |                        |                           |                    | |
| 2017                          | Baja Austria | Celine Schrenk         | No clasificó              |                    | |
| 2016                          | Alta Austria | Dajana Dzinic          | No clasificó              |                    | Recibió el título de «Miss Universo Austria» después de quedar en el Top 3 del concurso nacional.                                         |
| 2015                          | Vorarlberg   | Amina Dagi             | No clasificó              |                    | Designada «Miss Universo Austria 2015» después de que la Miss Austria 2015 fuera asignada al Miss Mundo. Amina Dagi fue Miss Austria 2012 |
| 2014                          | Alta Austria | Julia Furdea           | No clasificó              |                    | |
| 2013                          | Alta Austria | Doris Hofmann          | No clasificó              |                    | Dirección de Silvia Schachermayer. |
| No compitió entre 2005 y 2012 |              |                        |                           |                    | |
| 2004                          | Viena        | Daniela Strigl         | No clasificó              |                    | Dirección de Vladimir Kraljević (de la Organización Miss Universo Croacia)                                                                |
| No compitió entre 2000 y 2003 |              |                        |                           |                    | |
| 1999                          | Viena        | Katja Giebner          | No clasificó              |                    | |
| No compitió entre 1994 y 1998 |              |                        |                           |                    | |
| 1993                          | Viena        | Rosemary Bruckner      | No clasificó              |                    | |
| 1992                          | Viena        | Karin Friedl           | No clasificó              |                    | Dirección de Emil Bauer |
| 1991                          | No compitió  | No compitió            | No compitió               | No compitió        | No compitió |
| 1990                          | Viena        | Sandra Luttenburger    | No clasificó              |                    | |
| 1989                          | Viena        | Bettina Berghold       | No clasificó              |                    | |
| 1988                          | Viena        | Maria Steinhart        | No clasificó              |                    | |
| 1987                          | Viena        | Kristina Sebestyen     | No clasificó              |                    | |
| 1986                          | Viena        | Manuela Redtenbacher   | No clasificó              |                    | |
| 1985                          | Viena        | Martina Haiden         | No clasificó              |                    | |
| 1984                          | Vorarlberg   | Michaela Nußbaumer     | No clasificó              |                    | |
| 1983                          | Estiria      | Mercedes Stermitz      | No clasificó              |                    | |
| 1982                          | Estiria      | Elisabeth Kawan        | No clasificó              |                    | |
| 1981                          | Viena        | Gudrun Gollop          | No clasificó              |                    | |
| 1980                          | Viena        | Isabel Stefanie Muller | No clasificó              |                    | |
| 1979                          | Estiria      | Karin Zorn             | No clasificó              |                    | |
| 1978                          | Vorarlberg   | Doris Anwander         | No clasificó              |                    | |
| 1977                          | Vorarlberg   | Eva Düringer           | Primera finalista         |                    | |
| 1976                          | Baja Austria | Heidi Passian          | No clasificó              |                    | |
| 1975                          | Baja Austria | Rosemarie Holzschuh    | No clasificó              |                    | |
| 1974                          | Alta Austria | Evelyn Engleder        | No clasificó              |                    | |
| 1973                          | Estiria      | Roswitha Kobald        | No clasificó              |                    | |
| 1972                          | Carintia     | Ursula Bacher          | No clasificó              |                    | |
| 1971                          | Viena        | Edeltraud Neubauer     | No clasificó              |                    | |
| 1970                          | Viena        | Evi Ifriede Kurz       | No clasificó              |                    | |
| 1969                          | Estiria      | Eva Rueber-Staier      | Top 12                    |                    | |
| 1968                          | Salzburgo    | Brigitte Krüger        | No clasificó              |                    | |
| 1967                          | Vorarlberg   | Christl Bartu          | No clasificó              |                    | |
| 1966                          | Viena        | Renate Polacek         | No clasificó              |                    | |
| 1965                          | Salzburgo    | Carin Schmidt          | No clasificó              | - Miss Fotogénica  | |
| 1964                          | Viena        | Gloria Mackh           | No clasificó              |                    | |
| 1963                          | Viena        | Gertraud Bergler       | Top 15                    |                    | |
| 1962                          | Viena        | Christa Linder         | Top 15                    |                    | |
| 1961                          | Vorarlberg   | Ingrid Bayer           | No clasificó              |                    | |
| 1960                          | Viena        | Elizabeth Hodacs       | Segunda finalista         |                    | |
| 1959                          | Viena        | Christl Spazier        | No clasificó              |                    | |
| 1958                          | No compitió  | No compitió            | No compitió               | No compitió        | No compitió |
| 1957                          | Viena        | Hannerl Melcher        | Top 16                    |                    | Dirección de Erich Reindl. |
| No compitió entre 1954 y 1956 |              |                        |                           |                    | |
| 1953                          | Viena        | Lore Felger            | Top 16                    |                    | Agencia Illustriate Kronen Zeitug |

### Miss Mundo Austria
: Declarada como ganadora
     : Terminó como finalista
     : Terminó como una de las semifinalistas o cuartofinalistas
     : Terminó como ganadora de premios especiales
| Año                           | Estado       | Miss Mundo Austria       | Posición en Miss Mundo | Premios especiales           | Notas                                                                                          |
| ----------------------------- | ------------ | ------------------------ | ---------------------- | ---------------------------- | ---------------------------------------------------------------------------------------------- |
| No compite desde 2019         |              |                          |                        |                              |                                                                                                |
| 2018                          | Vorarlberg   | Izabela Ion              | No clasificó           |                              | Seleccionada como la nueva Miss Austria 2018; Ion anteriormente quedó como primera finalista   |
| 2017                          | Viena        | Sarah Chvala             | No clasificó           |                              | Recibió el título de «Miss Mundo Austria» después de quedar en el Top 3 del concurso nacional. |
| 2016                          | Baja Austria | Dragana Stankovic        | No clasificó           | - Miss World Sports (Top 24) |                                                                                                |
| 2015                          | Alta Austria | Annika Grill             | No clasificó           |                              |                                                                                                |
| 2014                          | Alta Austria | Julia Furdea             | No clasificó           |                              |                                                                                                |
| 2013                          | Tirol        | Ena Kadic                | No clasificó           |                              |                                                                                                |
| 2012                          | Vorarlberg   | Amina Dagi               | No clasificó           |                              | Más tarde Miss Universo Austria 2015                                                           |
| 2011                          | Viena        | Julia Hofer              | No clasificó           |                              | Finalista / Designada                                                                          |
| 2010                          | No compitió  | No compitió              | No compitió            | No compitió                  | No compitió                                                                                    |
| 2009                          | Alta Austria | Anna Hammel              | No clasificó           |                              |                                                                                                |
| 2008                          | Viena        | Kathrin Krahfuss         | No clasificó           |                              | Finalista / Designada                                                                          |
| 2007                          | Baja Austria | Christine Reiler         | Top 16                 |                              |                                                                                                |
| 2006                          | Viena        | Tatjana Batinić          | No clasificó           |                              |                                                                                                |
| No compitió entre 2002 y 2005 |              |                          |                        |                              |                                                                                                |
| 2001                          | Alta Austria | Daniela Rockenschaub     | No clasificó           |                              |                                                                                                |
| 2000                          | Alta Austria | Patricia Kaiser          | No clasificó           |                              |                                                                                                |
| 1999                          | Vorarlberg   | Sandra Köbl              | No clasificó           |                              |                                                                                                |
| 1998                          | Alta Austria | Sabine Lindorfer         | No clasificó           |                              |                                                                                                |
| 1997                          | Tirol        | Susanne Nagele           | No clasificó           |                              |                                                                                                |
| 1996                          | Viena        | Bettina Buxbaumer        | No clasificó           |                              | Finalista / Designada                                                                          |
| 1995                          | Viena        | Elizabeth Unfried        | No clasificó           |                              | Finalista / Designada                                                                          |
| 1994                          | Viena        | Bianca Engel             | No clasificó           |                              | Finalista / Designada                                                                          |
| 1993                          | Carintia     | Jutta Mirnig             | No clasificó           |                              |                                                                                                |
| 1992                          | Viena        | Kerstin Kinberg          | No clasificó           |                              | Finalista / Designada                                                                          |
| 1991                          | Viena        | Andrea Isabella Pfeiffer | No clasificó           |                              | Finalista / Designada                                                                          |
| 1990                          | Viena        | Carina Friedberger       | No clasificó           |                              | Finalista / Designada                                                                          |
| 1989                          | Viena        | Marion Amann             | No clasificó           |                              | Finalista / Designada                                                                          |
| 1988                          | Viena        | Alexandra Werbanschitz   | Top 15                 |                              |                                                                                                |
| 1987                          | Estiria      | Ulla Weigerstorfer       | Miss Mundo 1987        |                              | Finalista / Designada                                                                          |
| 1986                          | Viena        | Chantal Schreiber        | Segunda finalista      |                              | Finalista / Designada                                                                          |
| 1985                          | —            | Gabriele Maxonus         | No clasificó           |                              | Finalista / Designada                                                                          |
| 1984                          | Alta Austria | Heidemarie Pilgerstorfer | Top 15                 |                              | Finalista / Designada                                                                          |
| 1983                          | Estiria      | Mercedes Stermitz        | Top 15                 |                              |                                                                                                |
| 1982                          | No compitió  | No compitió              | No compitió            | No compitió                  | No compitió                                                                                    |
| 1981                          | Vorarlberg   | Beatrix Kopf             | No clasificó           |                              | Finalista / Designada                                                                          |
| 1980                          | —            | Sonya-Maria Schlepp      | Top 15                 |                              | Finalista / Designada                                                                          |
| 1979                          | Estiria      | Karin Zorn               | Sexta finalista        |                              |                                                                                                |
| 1978                          | Vorarlberg   | Doris Anwander           | Top 15                 |                              |                                                                                                |
| 1977                          | Vorarlberg   | Eva Düringer             | Top 15                 |                              |                                                                                                |
| 1976                          | —            | Monika Muhlbauer         | No clasificó           |                              | Finalista / Designada                                                                          |
| 1975                          | Baja Austria | Rosemarie Holzschuh      | No clasificó           |                              |                                                                                                |
| 1974                          | Alta Austria | Evelyn Engleder          | No clasificó           |                              |                                                                                                |
| 1973                          | —            | Roswitha Kobald          | No clasificó           |                              | Finalista / Designada                                                                          |
| 1972                          | Carintia     | Ursula Bacher            | Tercera finalista      |                              |                                                                                                |
| 1971                          | —            | Waltraud Lucas           | Top 15                 |                              | Finalista / Designada                                                                          |
| 1970                          | —            | Rosemarie Resch          | No clasificó           |                              | Finalista / Designada                                                                          |
| 1969                          | Estiria      | Eva Rueber-Staier        | Miss Mundo 1969        |                              |                                                                                                |
| 1968                          | —            | Brigitte Krüger          | Top 15                 |                              |                                                                                                |
| 1967                          | Vorarlberg   | Christl Bartu            | No clasificó           |                              |                                                                                                |
| 1966                          | No compitió  | No compitió              | No compitió            | No compitió                  | No compitió                                                                                    |
| 1965                          | —            | Ingrid Kopetzky          | No clasificó           |                              | Finalista / Designada                                                                          |
| 1964                          | Viena        | Dorli Lazek              | No clasificó           |                              |                                                                                                |
| 1963                          | —            | Sonja Russ               | No clasificó           |                              | Finalista / Designada                                                                          |
| 1962                          | —            | Inge Jaklin              | No clasificó           |                              | Finalista / Designada                                                                          |
| 1961                          | —            | Hella Wolfsgruber        | Top 15                 |                              | Finalista / Designada                                                                          |
| 1960                          | No compitió  | No compitió              | No compitió            | No compitió                  | No compitió                                                                                    |
| 1959                          | —            | Helga Knofel             | No clasificó           |                              | Finalista / Designada                                                                          |
| 1958                          | No compitió  | No compitió              | No compitió            | No compitió                  | No compitió                                                                                    |
| 1957                          | —            | Lilo Fischer             | No clasificó           |                              | Finalista / Designada                                                                          |
| 1956                          | —            | Margaret Scherz          | No clasificó           |                              | Finalista / Designada                                                                          |
| 1955                          | Viena        | Felicitas von Goebel     | Top 15                 |                              |                                                                                                |

### Miss Tierra Austria
: Declarada como ganadora
     : Terminó como finalista
     : Terminó como una de las semifinalistas o cuartofinalistas
     : Terminó como ganadora de premios especiales
En 2016, Silvia Schachermayer obtuvo la franquicia de Miss Tierra, pero en 2018, la organización soltó la franquicia.
| Año  | Estado       | Miss Tierra Austria | Posición en Miss Tierra | Premios especiales | Notas                                                                                           |
| ---- | ------------ | ------------------- | ----------------------- | ------------------ | ----------------------------------------------------------------------------------------------- |
| 2017 | Alta Austria | Bianca Kronsteiner  | No clasificó            |                    | Recibió el título de «Miss Tierra Austria» después de quedar en el Top 3 del concurso nacional. |
| 2016 | Baja Austria | Kimberly Budinsky   | No clasificó            |                    | Recibió el título de «Miss Tierra Austria» después de quedar en el Top 3 del concurso nacional. |